# EuroHockey Nations Challenge (Halle, Herren) 2003
Die EuroHockey Nations Challenge (Halle, Herren) 2003 war die erste Auflage der Hallen-"C-EM" der Herren. Sie fand vom 24. bis 26. Januar in Brescia, Italien statt.
Italien stieg als Sieger in die "B-EM" auf.

## Vorrunde
| Rang | Land      | Tore | Punkte |
| ---- | --------- | ---- | ------ |
| 1    | Italien   | 29:3 | 9      |
| 2    | Belarus   | 20:7 | 6      |
| 3    | Slowenien | 20:9 | 3      |
| 4    | Georgien  | 0:50 | 0      |

| Italien   | – | Georgien  | 19:0 |
| Slowenien | – | Belarus   | 2:4  |
| Italien   | – | Slowenien | 5:2  |
| Belarus   | – | Georgien  | 15:0 |
| Georgien  | – | Slowenien | 0:16 |
| Italien   | – | Belarus   | 5:1  |

## Spiel um Platz 3
Georgien 0:9  Slowenien

## Finale
Italien 9:3  Belarus

## Endergebnis
- Italien
- Belarus
- Slowenien
- Georgien

## Referenzen
- EHF-Archiv PDF-Datei